# Большие Викоровичи
Больши́е Ви́коровичи (бел. Вялі́кія Ві́каравічы) — деревня в Столинском районе Брестской области Беларуси. В составе Стружского сельсовета.

## География
Расположена в 4 км от города Столина.

## История
Согласно документов XVII века, как деревня в составе Речи Посполитой. В освободительную войну белорусского и украинского народов 1648—1654 годы, здесь произошло в 1648 году антифеодальное крестьянское выступление. С 1793 года в составе России, с 1795 года в Столинской волости Пинского уезда Минской губернии, принадлежала крупным земельным магнатам Радзивиллам. Население для своего этнического определения называлось полешуками.
В 1879 году упоминается как деревня Стружского православного прихода. В 1893 году 16 дворов, 60 жильцов. Согласно переписи 1897 года, 44 двора, 269 жильцов. В начале XX века, 44 двора, около 370 жильцов. С 1921 года в составе Польши. На 30 сентября 1921 год 65 дворов, 437 жильцов.
С 1939 года в составе БССР.
Перед Великой Отечественной войной 142 двора, 862 жильца. Немецко-фашистские оккупанты сожгли 113 дворов, загубили несколько жильцов.
Согласно переписям: 1959 года 815 жильцов, 1970 года 1083 жильца. Магазин, библиотека. В 1980 году 1054 жильца. На 01.01.2002 год 225 дворов, 842 жильца. На 2018 год 228 дворов, 691 жильца. В 2019 — 631 житель.

## Население

### Численность
- 2019 год — 631 жителей

### Динамика
- 1893 год — 16 дворов, 60 жителей
- 1897 год — 44 дворов, 269 жителей
- 1909 год — 372 жителей
- 1921 год — 65 дворов, 437 жителей
- 1939 год — 142 двора, 862 жителя
- 1959 год — 815 жителей
- 1970 год — 1083 жителя
- 1980 год — 1054 жителя
- 1999 год — 850 жителей (перепись населения)
- 2002 год — 225 дворов, 842 жителя
- 2009 год — 714 жителей (перепись населения)
- 2018 год — 228 дворов, 691 житель
- 2019 год — 631 жителей (перепись населения)

## Галерея

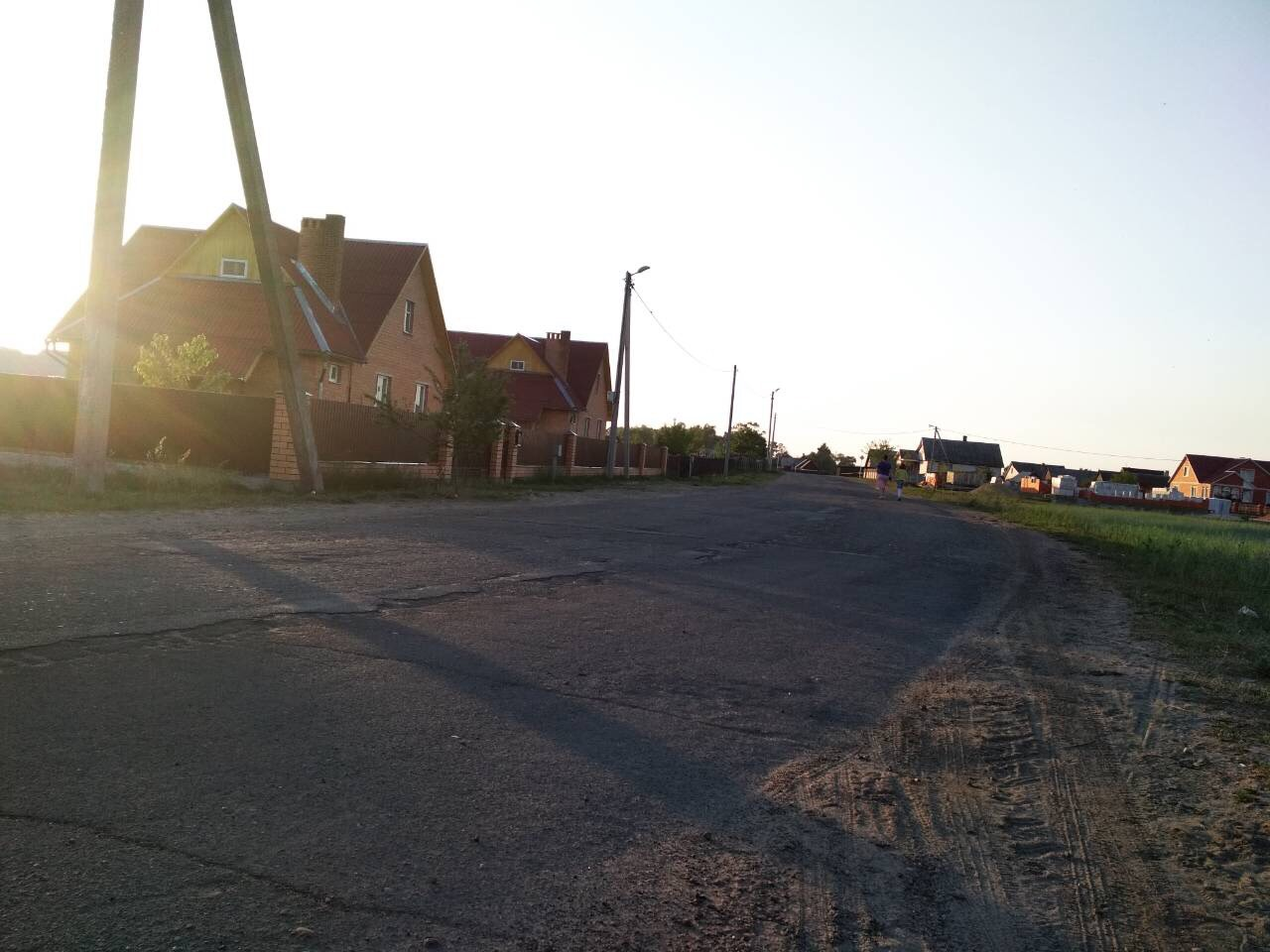
улица Цветочная
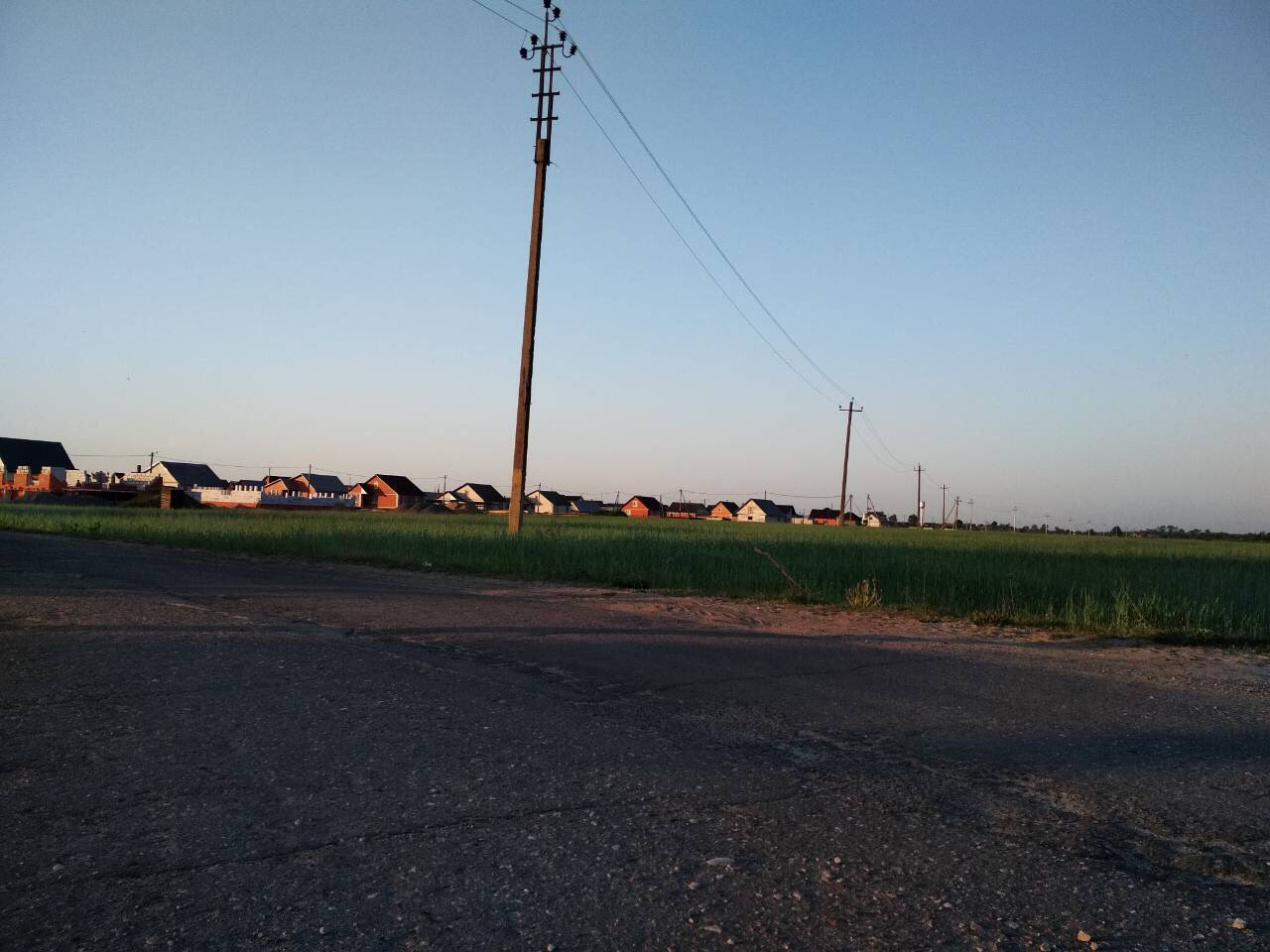
улица Цветочная
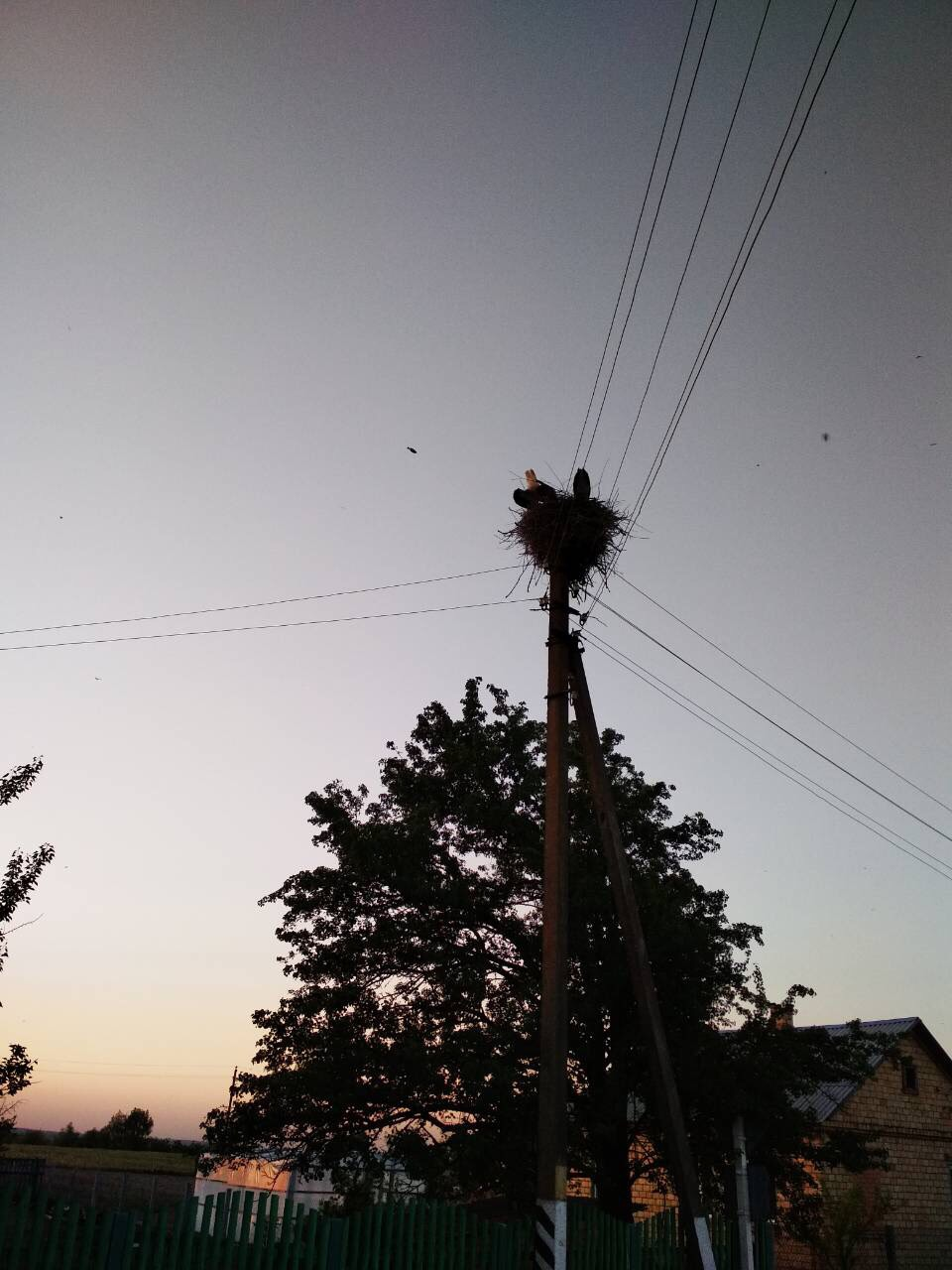
улица Чапаева